# 雜賀禮史
雜賀禮史（日语：／ Saiga Reiji），日本小說家（輕小說作家）。1995年，以出道，該作品榮獲第5屆Fantasia長篇小說大獎鼓勵奬。
代表作是《SAMURAI GIRL 武俠派女高中生》系列。該系列也被改編成漫畫、動畫。

## 作品列表
- （上、下）
- 武俠派女高中生
- 武俠派女高中生EX（外傳）
  - 九龍的新娘
  - SAMURAI GIRL「明鏡止水篇」
  - 她變成貓的一天
  - Desperate☆Summer
- 武俠派女高中生〈early days〉（過去篇，續篇）
  - Boy Meet Samurai Girl
  - 嫵子花少女的挑戰
- 真武俠派女高中生XX

## 相關項目
- 日本小說家列表（日语：日本の小説家一覧）
- 奇幻作家列表（日语：ファンタジー作家一覧）
- 輕小說作家列表（日语：ライトノベル作家一覧）

## 外部連結
- 雜賀禮史的X（前Twitter） （日語）